# Anton Ukmar (1796–1877)
Anton Ukmar, slovenski rimskokatoliški duhovnik, * 5. maj 1796, Kopriva, Sežana, † 6. februar 1877, Tomaj.

## Življenje in delo
V duhovnika je bil posvečen 19. septembra 1819. Najprej je nekaj časa živel pri bratu Juriju, kuratu v Gročani. Že 1819 pa je postal kaplan in učitelj na Opčinah; 1820 kaplan pri Noven sv. Antonu v Trstu, 1823 župnik in hrenovski prodekan v Senožečah ter nadzornik vseh šol v hrenovskem dekanatu. Leta 1831 je prišel v Tomaj kot prvi župnik domačin. Ko so leta 1864 ustanovili tomajsko dekanijo, je bil prvi tomajski dekan, 1868 je bil imenovan za častnega kanonika tržaškega stolnega kapitlja. Leta 1873 je postal vitez reda Franca Jožefa. V pokoj je stopil leta 1874.